# مايك رينولدز (سياسي)
مايك رينولدز (بالإنجليزية: Mike Reynolds)‏ هو سياسي أسترالي، ولد في 16 سبتمبر 1946 في أستراليا. حزبياً، نشط في حزب العمال الأسترالي. وقد انتخب عضو المجلس التشريعي ولاية كوينزلاند وانتخب Speaker of the Legislative Assembly of Queensland ‏ (10 أكتوبر 2006 – 23 فبراير 2009).